# Attleborough
Attleborough est une ville et une paroisse civile du comté de Norfolk, en Angleterre. Elle est située dans le sud du comté, à 25 km au sud-ouest de la ville de Norwich. Administrativement, elle relève du district de Breckland. Au recensement de 2011, elle comptait 10 482 habitants.

## Étymologie
Le nom Attleborough provient du vieil anglais. Il se compose d'un nom d'homme auquel est suffixé l'élément burh « forteresse » et désigne donc la forteresse d'un certain Ætla. Ce nom est attesté sous la forme Atleburc dans le Domesday Book, à la fin du XIe siècle.

## Transports
- Attleborough est traversée par la route A11 (en) qui relie Londres à Norwich.
- La gare d'Attleborough (en), ouverte en 1845[2], est desservie par les trains de la Breckland line (en) qui relie Cambridge à Norwich.

## Personnalité
- Edmund Rack (v. 1735-1787), écrivain, y est né.